# Aloe madecassa
Aloe madecassa é uma espécie de liliopsida do gênero Aloe, pertencente à família Asphodelaceae.